# Alex R. Costandinos
Alex R. Costandinos  (geboren als Alexandre Kouyoumdjiam in Caïro, Egypte, 1944)  werd bekend in 1976 door zijn bijdragen voor het Cerrone-album 'Love In C Minor'.  Maar zijn carrière begon als producer van onder meer Claude François en Dalida.  
In 1966 verhuisde hij naar Parijs, na jaren in Australië gewoond te hebben. Tien jaar later werkte hij samen met Cerrone voor de disco-albums 'Love In C-Minor' en 'Cerrone's Paradise'.
In 1977 tekende hij een platencontract bij Barclay en bracht zijn eerste plaat uit 'Love And Kisses' met discohit "I've Found Love (Now That I've Found You)".  Al vlug bracht hij zijn platen uit op het Amerikaanse label Casablanca.  Hij bracht in 1977 het album 'Romeo And Juliet' uit en werd al snel bekend met 'Romeo and Juliet' en 'Thank God It's Friday'.
Constandinos scoorde hits met 'How Much, How Much I Love You' (1978) en  'You Must Be Love' (1979).  In 1978 bracht hij twee soundtracks uit Trocadero Bleu Citron (1978) en Winds of Change (1978). 
In 1978 werkte hij aan een conceptalbum 'Hunchback of Notre Dame' (1978) en werkte hij samen met Raymond Knehnetsky voor het project 'Paris Connection'.
Met zijn eigen orkest en koor 'The Birds of Paris' maakte hij het album "The Synchophonic Orchestra Featuring Alirol and Jacquet" (1979).  
In 1981 verscheen het album "Americana".  
Hij produceerde enkele bekende artiesten: Demis Roussos (single Someday somewhere), Bad News Travels Fast, Sumeria, Sphinx en Paris Connection.
De meeste albums van Costandinos waren niet echt succesvol.  Een samenwerking met Tina Turner ('Love Explosion') bracht daar niet veel verandering in.
In 1991 verscheen nog zijn 'Greatest Hits' met voornamelijk discosongs uit zijn beginperiode.

## Discografie
Albums
- Love and Kisses (1977)
- How Much, How Much I Love You (1978)
- Trocadero Bleu Citron (1978)(soundtrack)
- Winds of Change (1978)(soundtrack)
- Hunchback of Notre Dame (1978)
- You Must Be Love (1979)
- The Synchophonic Orchestra Featuring Alirol and Jacquet (1979)
- Americana (1981)
- Greatest Hits (1991)(compilatie)

Singles
- I've Found Love (Now That I've Found You) (1977)
- Romeo & Juliet (1978)
- You're the Most Precious Thing in My Life (1978)
- Thank God It's Friday (1978)
- You're the Most Precious Thing in My Life (1978)
- You've Lost That Loving Feeling (1978)
- Hunchback of Notre Dame (1978)
- Synergy (1979)
- You Must Be Love (1979)